# آنسلمو فوئرته
آنسلمو فوئرته (اسپانیایی: Anselmo Fuerte‎؛ زادهٔ ۲۷ ژانویهٔ ۱۹۶۲) دوچرخه‌سوار اهل اسپانیا است. وی در مسابقات تور دو فرانس شرکت کرده است.